# Le Bonheur sinon rien !
 (décembre 2024).
Si vous disposez d'ouvrages ou d'articles de référence ou si vous connaissez des sites web de qualité traitant du thème abordé ici, merci de compléter l'article en donnant les références utiles à sa vérifiabilité et en les liant à la section « Notes et références ».

Le Bonheur sinon rien ! est un téléfilm français réalisé par Régis Musset et diffusé en 2013.

## Synopsis
Auteur de best sellers, Fleur Miller s'efforce d'aider Jeanne, une lectrice, à élucider la mort de son mari.

## Fiche technique
- Réalisation : Régis Musset
- Scénario : Jean-Luc Goossens
- Musique : Nicolas Jorelle
- Durée : 90 minutes

## Distribution
- Véronique Jannot : Marine Dervin
- Béatrice Agenin : Jeanne Valentin
- Lionnel Astier : Benoît Miller
- Jean-Marc Bellu : Le mari
- Michel Bompoil : Etienne
- Didier Cauchy : Michel
- Jérémie Covillault : Jean-Pascal
- Caroline Loeb : Virginie
- Claire Pérot : Sophie